# Церква Перенесення Мощей Святого Миколая (Збручанське)

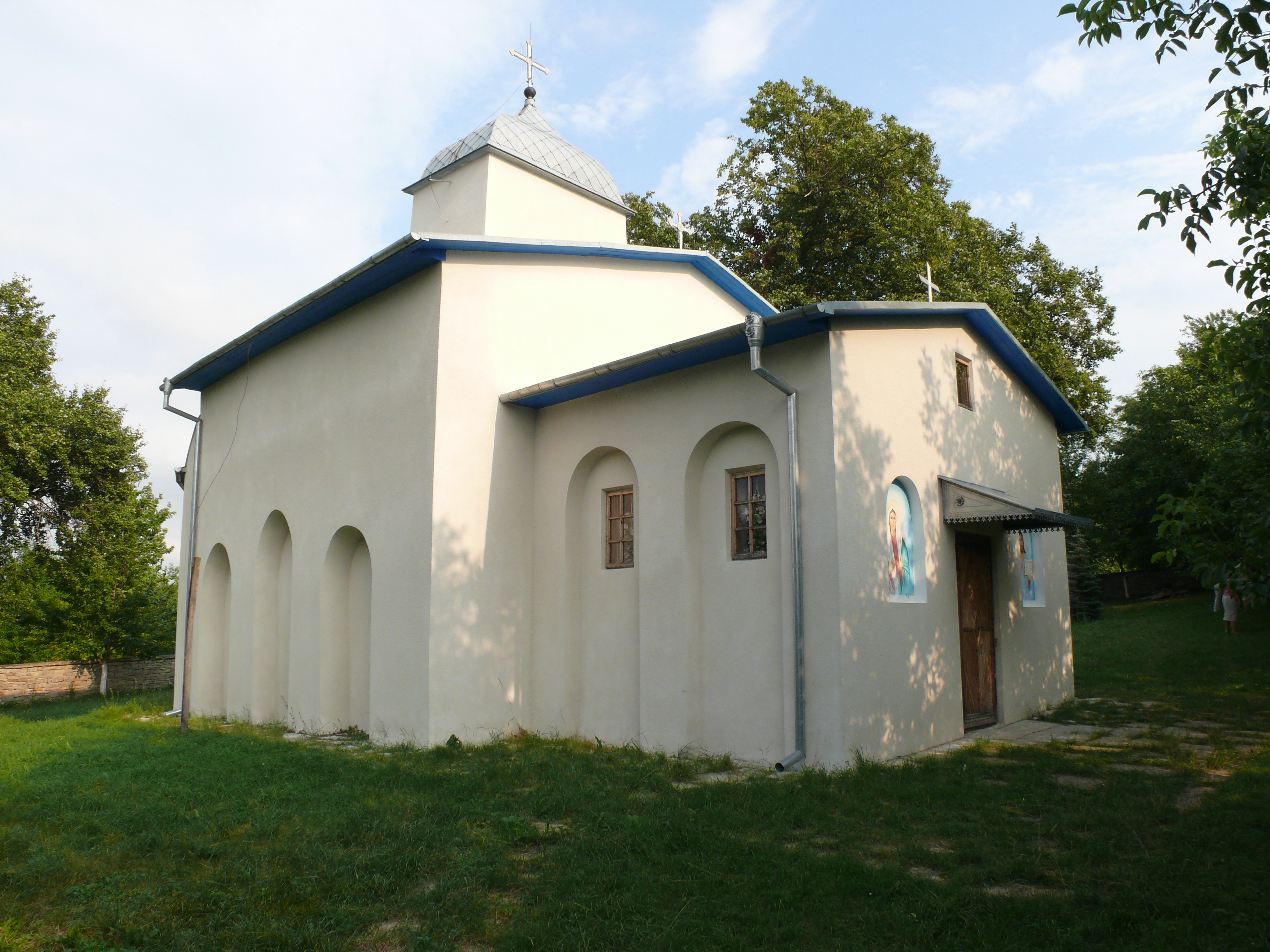
Церква Перенесення Мощей Мвятого Миколая

Церква Перенесення Мощей Святого Миколая, Миколаївська церква, Церква святого Миколая — найдавніший храм Тернопільщини та один з найстаріших у Західній Україні. Розташована в селі Збручанському Борщівського району над Збручем.
Навколо церкви залишився нерозораний прямокутник 35 × 55 м, на якому, крім церкви, стоїть трипрольотна брама-дзвіниця, чотири кам'яні і один дерев'яний хрести, дерева, серед яких дві старі липи обабіч південного входу.
Оголошена пам'яткою архітектури національного значення (охоронний номер 1565).

## Заснування церкви
Існує декілька варіантів усних традицій щодо заснування церкви. Зокрема фундаторами храму за різними версіями є:
- російська цариця Катерина
- австрійська цісарева Марія-Терезія
- литовська княгиня Марія-Домна, яка також побудувала «кріпость» (фортецю, укріплення) біля церкви[3]
- дружина царя-поганина, котра на відміну від чоловіка була християнкою
- храм стоїть із часів введення християнства на Русі і засновник храму невідомий.

З усіх вищевказаних версій можна зробити висновок, що:
- до заснування храму мала відношення жінка з найвищого суспільного стану
- церква мала оборонне значення

## Покровитель храму
Покровителем храму є святий Миколай. Проте він посвячений «літньому» (22 травня), а не «зимовому» Миколаю.
Цю посвяту намагаються пояснити притчею про перенесення храмового свята на літо після того, як замерзли у лісі, повертаючись з празника, двоє мешканців сусіднього села.

## Історія
Напис на західному порталі церкви «РАБЬ БЖ ІЛАШКО ПОПРАВІВ (… …) ВО ОТПУЩЕ ГРЬХО Р Б АХАІ ПР ІЛІЯ», — документує про перебудову церкви у 1611 році. П. Ярич у своїх дослідженнях долучив до імені Іляшка князівський титул.
За свідченнями А. Киб'юка, у 1936 році тріщини у склепіннях церкви досягли загрозливого стану, і громада звернулася до повітового уряду за дозволом на ремонт. Тодішня влада всіляко зволікала з дозволом, тому церкву так і не вдалося відремонтувати.
У 1955 році у зв'язку з аварійним станом церкву закрито.
У 1958 році отримано дозвіл на ремонт, на який громада витратила 27 тисяч карбованців. Поремонтовано дах та замінено ґонтове покриття на залізне. При цьому понижено барабан ліхтаря приблизно на 1 м. Також було оштукатурено стіни. Старе обладнання винесено з церкви на горище апсиди, де воно пролежало дотепер і зовсім зігнило.
Після ремонту у церкві все ж не дозволили правити, а перетворили на склад. Кілька мішків збіжжя, символічно завезених до церкви, пролежали там до 1987 року.

## Сучасний вигляд
Територія церкви, що знаходиться у верхній частині Новосілки (Збручанського), з південного боку обмежена глибоким яром, з півночі — скелястим урвищем над береговою терасою Збруча, зі сходу — порубаною у скелі дорогою, що опускається до броду через річку, з півдня — неглибоким ровом і насипом, що правили огорожею цвинтаря. Відкос прорубаної у скелі дороги з боку церковної території був колись покритий товстим шаром глини з боку материкового гравію. На поверхні глини знайдено залізного цвяха, котрий міг походити з оборонних укріплень, влаштованих на гребені відкосу над дорогою.
Шурф, закладений зовні північно-східного пілона стіни нави, доповнив відомості про будівельні особливості, а також дав підстави для уточнення датування пам'ятки. Встановлено, що фундаментний рів мав різну глибину під несними пілонами і простінками. Фундамент під пілоном, висотою 1,1 м до уступу, влаштованого на рівні денної поверхні на час будівництва (1,6 м від сучасної поверхні), був запущений у материкову глину на 20-25 см. Натомість, фундамент під простінком був заглиблений всього на 25 см від цього ж уступу.
Фундамент складений з постелистого вапняку різновисокими верствами, укладеними не на розчині, а просто на пересіяному ґрунті. У такій же техніці подекуди висаджено мури-огорожі у селі Збручанському. Лише верхня верства фундаменту укладена на вапняковому розчині. Фундаментний уступ має ширину 28 см під пілоном і 20 см під простінком ніші. Бічна щока пілону не має уступу у фундаментній частині. На дні та бічних стінках фундаментного рову знайдено шматки тиньку, які могли походити лише з іншої, ще раніше мурованої споруди.
Посередині аркової ніші, на відстані 40 см від обрізу стін пілонів, простежено ямку діаметром 12 см, у якій, можливо, була встановлена опора кружала для арки. Значно більша ямка, діаметром 40 см, глибиною 35 см, на відстані 1,65 м від стіни вказувала б, що для мулярів були влаштовані добротні риштування, конструктивно не зв'язані зі споруджуваними стінами.
У заповненні проміжку між фундаментною стіною і стінкою рову знайдено сім фрагментів гончарного горщика, який міг потрапити туди лише під час будівництва, імовірно, як будівельна жертва. Форми посудини характерні для другої половини 12 — кінця 13 століття. Можливо, цим часом слід датувати побудову церкви.
У прошарку періоду побудови церкви знайдено уламки червоної дахівки рідкісного типу.